# 沼田市立沼田中学校
沼田市立沼田中学校（ぬまたしりつ ぬまたちゅうがっこう）は、群馬県沼田市にある公立中学校。

## 概要
1947年5月2日に開校。今までに2万人以上の卒業生を送り出している。3つの校舎と体育館、武道館、プールからなっている。また、沼田市役所東原庁舎や沼田市保健福祉センター、沼田市立沼田東小学校と隣接している。かつては生徒数が2000人を超えるマンモス校だったが、今は400人くらいの中規模校になっている。

## 教育目標と経営目標・経営方針
- 教育目標（こんな生徒にしたい）重点目標 - 「節度と活力のある自他共に伸びる生徒の育成」
  - 学力 - 創意工夫を生かし、協力しあって課題を解決する生徒
  - 心力 - 自他の幸せを願い、感謝と思いやりの心をもつ生徒
  - 体力 - たくましい心身をともにねり上げる活力ある生徒
- 経営目標（こんな学校にしたい）
  - 学ぶ楽しさを実感できる学校
  - 清潔感あふれるきれいな学校
  - 家庭・地域に信頼される学校
- 経営方針
  - 学校経営態勢の確立〜「仕事は組織でする…報告・連絡・相談・調整を基本に」全教職員の主体的な学校経営への参画と創意（総意）のもとに魅力ある学校作りを推進する。
  - 学習指導・生徒指導の充実〜「分かる授業と即時対応を基本に」全教職員が一丸となった学習指導・生徒指導態勢の確立と指導の質的充実を図る。
  - 家庭・地域社会との連携と信頼関係の確立〜「共育・協育への気配りを基本に」開かれた学校を目指し、保護者・地域諸機関・諸団体等との協力・連携に努め、信頼と秩序の確立を図る。

## 生徒数
- 1年生 3クラス 108名
- 2年生 3クラス 138名
- 3年生 4クラス 123名

（2015年1月24日現在）

## 沿革
- 1947年（昭和22年）5月21日 - 開校記念式を挙行
- 1949年（昭和24年）7月27日 - 校庭整地作業完了
- 1951年（昭和26年）3月24日 - 校旗制定
- 1952年（昭和27年）5月21日 - 産業教育振興のため工業室並びに家庭科室改築竣工
- 1954年（昭和29年）10月5日 - 体育館落成
- 1956年（昭和31年）12月25日 - 給食室落成
- 1956年（昭和31年）7月18日 - プール完成
- 1962年（昭和37年）3月28日 - 新校舎9教室完成
- 1965年（昭和40年）3月30日 - 新校舎12教室完成
- 1966年（昭和41年）3月20日 - 特殊学級校舎完成
- 1966年（昭和41年）4月1日 - 沼田中学校西分校を併設する
- 1966年（昭和41年）9月1日 - 川田中学校と西分校が統合して沼田市立沼田西中学校発足
- 1967年（昭和42年）3月20日 - 南校舎竣工
- 1970年（昭和45年）2月28日 - 南校舎増築完成
- 1970年（昭和45年）3月31日 - 給食センター完成、センター方式で給食開始
- 1972年（昭和47年）3月31日 - 卒業記念事業（生徒デザインの池完成）
- 1974年（昭和49年）4月1日 - 言語治療教室開設
- 1975年（昭和50年）10月1日 - LL教室完成
- 1978年（昭和53年）3月10日 - 「沼中30年のあゆみ」刊行
- 1978年（昭和53年）9月2日 - 体育館床張替完成
- 1979年（昭和54年）11月17日 - 運動場夜間照明施設完成
- 1981年（昭和56年）4月15日 - おもと学級旧沼田高等家政専修学校校舎へ移転
- 1981年（昭和56年）7月1日 - 旧沼田高等家政専修学校改修工事完成
- 1982年（昭和57年）3月16日 - 北校舎便所改築工事完成
- 1983年（昭和58年）2月22日 - 沼田中学校柔・剣道場完成
- 1983年（昭和58年）2月25日 - 沼田中学校屋内運動場完成
- 1983年（昭和58年）8月30日 - 沼田中学校正門完成
- 1984年（昭和59年）10月25日 - 校庭通路舗装
- 1987年（昭和62年）4月1日 - 学校区変更により沼田中学校分離　沼田南中学校開校
- 1987年（昭和63年）2月22日 - 「沼中40年のあゆみ」刊行
- 1988年（昭和63年）11月3日 - 沼田中学校校歌碑完成
- 1988年（昭和63年）11月16日 - 沼田中学校PTA文部大臣賞受賞
- 1989年（平成元年）2月21日 - 校内研修論文が県教育センター教育研究論文最優秀賞受賞
- 1990年（平成2年）5月8日 - PTA・同窓会による校歌碑周辺土手一期工事
- 1990年（平成2年）7月23日 - 校舎新築請願書提出、9月27日趣旨採択
- 1991年（平成3年）10月8日 - 校内大規模改修1年次終了
- 1991年（平成3年） - PTA・同窓会による校歌碑周辺土手二期工事
- 1991年（平成3年）11月12日 - おもと学級が本校舎に移転
- 1992年（平成4年）4月14日 - プール完成（引き渡し）
- 1992年（平成4年）5月22日 - テニスコート完成（引き渡し）
- 1992年（平成4年）8月24日 - 校舎大規模改修2年次終了（南校舎工事完了）
- 1992年（平成4年）12月14日 - PTA・同窓会による正面玄関前整備、池の改修
- 1993年（平成5年）10月19日 - 校舎大規模改修最終年度終了
- 1993年（平成5年）12月20日 - コンピュータ室完備　授業開始
- 1994年（平成6年）3月31日 - 特殊学級用温室完成
- 1995年（平成7年）5月18日 - LL教室完成、使用開始
- 1995年（平成7年）6月21日 - 合同庁舎前通学路アスファルト舗装工事
- 1996年（平成8年）10月11日 - 群馬県緑化推進委員会による「みどり豊かな学校作り事業」にて、ハナミズキほか成木26本植樹
- 1997年（平成9年）9月25日 - 東校舎前に体育器具倉庫完成
- 1997年（平成9年）10月23日 - 平成7・8・9年度　文部省指定　武道指導推進校実践発表会
- 1997年（平成9年）11月2日 - 創立50周年記念事業実施（記念碑、記念式典、記念講演）
- 2002年（平成14年）5月13日 - 第1回学校評議員会議開催
- 2005年（平成17年）6月3日 - 職員室内喫煙室設置、南多目的室大型スクリーン取り付け修繕
- 2006年（平成18年）8月2日 - 校長室・会議室床改修工事
- 2007年（平成19年）3月24日 - 不審者対応インターフォン設置工事完了
- 2007年（平成19年）11月28日 - 創立60周年記念事業実施 記念講演：講師元ソフトボール日本代表監督　宇津木妙子/PTA・後援会・同窓会よりアルミ製ひな壇寄贈される
- 2008年（平成20年）1月24日 - 2棟の旧部室を解体、新部室（12室）が完成し、使用開始
- 2009年（平成21年）7月25日 - テニスコート6面整備完了
- 2010年（平成22年）3月12日 - ステージバック幕寄贈（沼田中学校第3回卒業生（一希会）・沼田中学校同窓会）
- 2012年（平成24年）7月25日 - 南校舎解体
- 2013年（平成25年）3月26日 - 管理棟、1年棟、2年棟、3年棟、特支棟完成
- 2013年（平成25年）6月 - 北校舎解体

## 学区
- 群馬県沼田市
  - 材木町
  - 西原新町
  - 東原新町
  - 上原町
  - 高橋場町
  - 柳町
  - 桜町

沼田市立沼田東小学校と沼田市立沼田北小学校区の生徒が入学してくる。1965年度までは沼田市立沼田小学校区の榛名町・清水町・薄根町の生徒が通っていて、1986年度までは沼田市立沼田小学校区の東倉内町・西倉内町・上之町・中町・下之町・鍛治町・馬喰町・坊新田町の生徒が通っていた。それぞれ沼田市の学区変更や学校の統廃合により、1966年度から沼田市立沼田西中学校、1987年度から沼田市立沼田南中学校に通っている。

## 校歌
- 作詞 - 生方たつゑ
- 作曲 - 信時潔

## 委員会
10ある専門委員会の中から毎年どれか一つを選ぶことができる（各クラスの定員あり/ただし学級委員長は生活委員会に）。生徒会本部の7人は毎年12月の生徒会本部役員選挙で1 - 2年生の立候補者の中から選ばれる。2007年度までは6つの専門部（市民部・情報部・整美部・学習部・保健部・給食部）がありその中から選んでいたが、2008年度に現在の状態に改変された。
- 生徒会本部（会長1名、副会長2名、書記2名、会計2名） - 任期1年。
- 学習委員会（各学年から） - 自主勉強の運搬/明日の学習予定調べなど
- 体育委員会（各学年から） - 体育の授業の準備・号令/体育行事の準備など
- 保健委員会（各学年から） - 健康観察/欠席黒板の記入/衛生検査など
- 広報委員会（各学年から） - 広報新聞の発行/生徒会誌「心の窓」編集など
- 放送委員会（各学年から） - お昼の放送/運動会の放送など
- 図書委員会（各学年から） - 図書の貸し出し・返却/図書だよりの作成など
- 整美委員会（各学年から） - 清掃用具の点検・補充/ワックスがけなど
- 環境ボランティア委員会（各学年から） - 花壇の管理/掲示物の管理など
- 給食委員会（各学年から） - 給食台の準備・片づけ/衛生管理チェックなど
- 生活委員会（各学年から/学級委員長） - 生活調査/毎月の生活目標決め/配布物の配布など

## 部活動
全部で22の部活がある（うち3つは季節限定）。

### 運動部
運動部は、全部で15（季節限定をのぞく）あり、各部に部長とキャプテンがいる。
- 野球部
- ソフトボール部
- サッカー部
- 水泳部
- ソフトテニス部（男・女）
- 卓球部（男・女）
- バスケットボール部（男・女）
- バレーボール部
- 剣道部（男・女）
- 柔道部（男・女）
- 陸上部（季節限定）
- 駅伝部（季節限定）
- スキー部（季節限定）

### 文化部
文化部は全部で3つ（2007年度までボランティア部、2010年までに演劇部があった）あり、各部に部長と副部長がいる。
- 科学部
- 美術部
- 吹奏部

## 学校行事
2006年度までは運動会・合唱コンクール・武道大会の3つが沼中の3大行事とされてが2007年度から武道大会がなくなって運動会と合唱コンクールの2大行事になっていた。その後に2009年度から校内マラソン大会が始まって沼中の新たな3大行事ができた。
- 4月 - 入学式、新入生歓迎会、離退任式、市中体連春季大会〔〜5月〕、全国学力・学習状況調査（3年）、家庭訪問（1年）〔〜5月〕、PTA総会、非行防止教室
- 5月 - ボランティア活動、生徒総会、JRC登録式、心のとも運動、避難訓練、学校評議委員会、教育実習生受け入れ〔〜6月〕、1学期中間テスト、PTA母親委員会花植え
- 6月 - 市中体連総体陸上選手壮行会、市中体連総体陸上競技大会、授業公開日、校内マラソン大会、修学旅行（3年）、東京旅行（2年）、東京旅行（1年）、3年進路学習会、学校保健委員会、PTA球技大会
- 7月 - 1学期期末テスト、移動音楽教室（2年）、市総体選手壮行会、市中体連総体、1学期終業式、校内意見発表会、家庭訪問（2・3年）、全校登校日・県総体選手壮行会、県中体連総体〔〜8月〕
- 8月 - 関東中体連総合大会、市中体連新人大会〔〜10月〕、2学期始業式
- 9月 - 県中体連新人大会〔〜10月〕、運動会
- 10月 - 2学期中間テスト、尾瀬学校（1年）、職場体験学習（2年）、学校保健委員会、郡市駅伝選手壮行会、郡市中体連駅伝大会、教育実習生受け入れ〔〜11月〕、授業公開日
- 11月 - 文化発表会・合唱コンクール、市小中学校音楽発表会（3年）、三者面接、県中体連駅伝大会、PTA母親委員会花植え、友情のはがき販売・赤い羽根募金〔〜12月〕
- 12月 - 2学期期末テスト、PTA教育後援会、人権週間・集中学習、避難訓練、生徒会本部役員選挙、2学期終業式
- 1月 - 3学期始業式、書き初め大会、書き損じはがき・使用済みテレホンカードの回収
- 2月 - 3学期期末テスト、3年進路学習会、学校保健委員会、授業公開日、PTA総会、学校評議委員会、入学説明会
- 3月 - 生徒総会、卒業式、3学期終了式

## 出身者
- 櫛渕万里（衆議院議員）
- 脇本直人（元プロ野球選手）

## 学校周辺
- 沼田市役所東原庁舎
- 沼田市保健福祉センター
- 沼田市民体育館
- 沼田市立ぬまた東保育園
- 沼田市立沼田東小学校
- 沼田市立沼田北小学校
- 群馬県立沼田高等学校
- 利根沼田文化会館
- 沼田警察署
- 利根沼田広域市町村圏振興整備組合中央消防署
- 利根沼田農協本所
- 利根沼田中央病院
- 国立病院機構沼田病院
- 利根郡信用金庫本店
- 国道120号